# Wilhelm Rotkiewicz

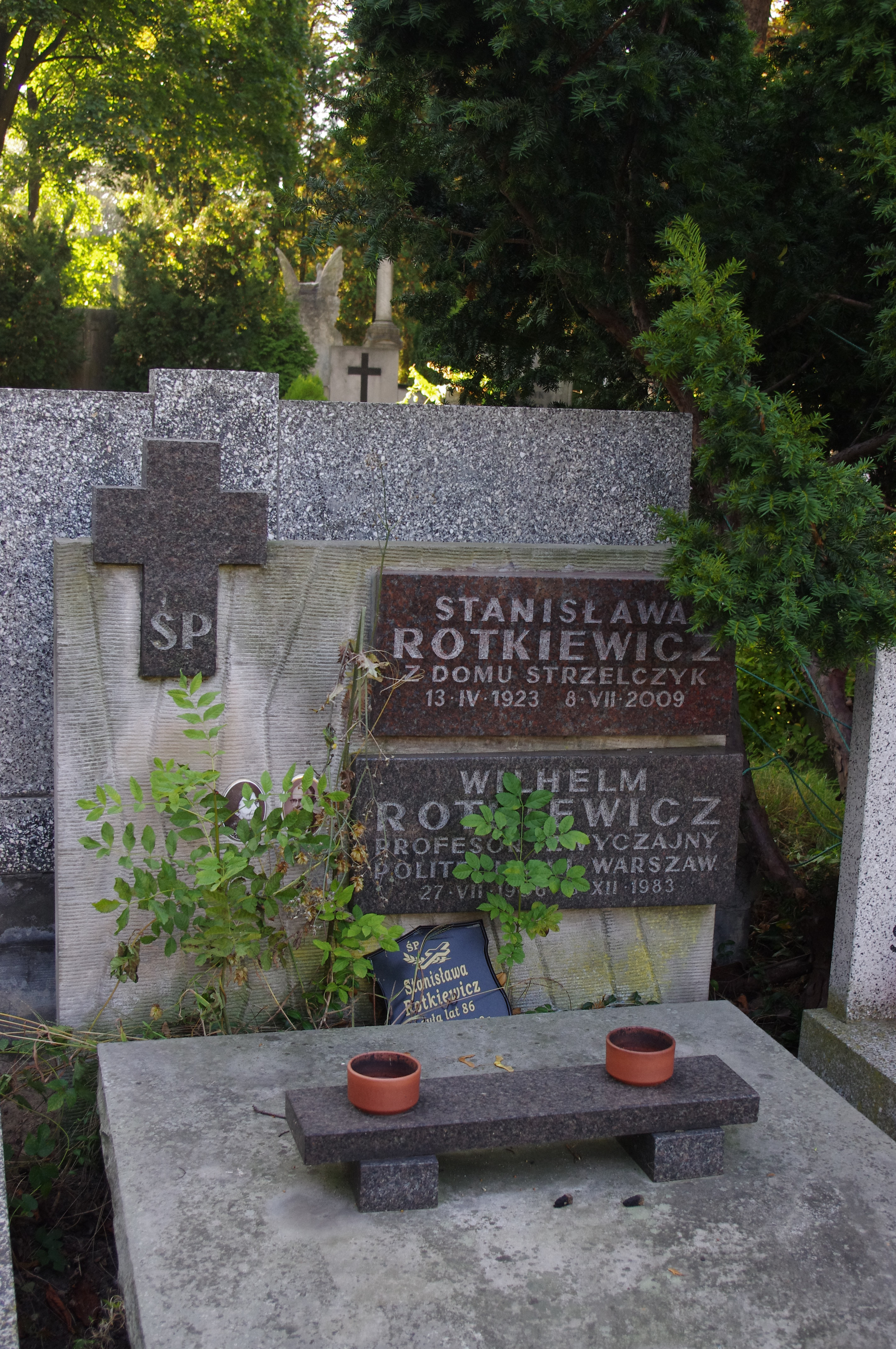
Grób prof. Wilhelma Rotkiewicza na Cmentarzu ewangelicko-augsburskim w Warszawie

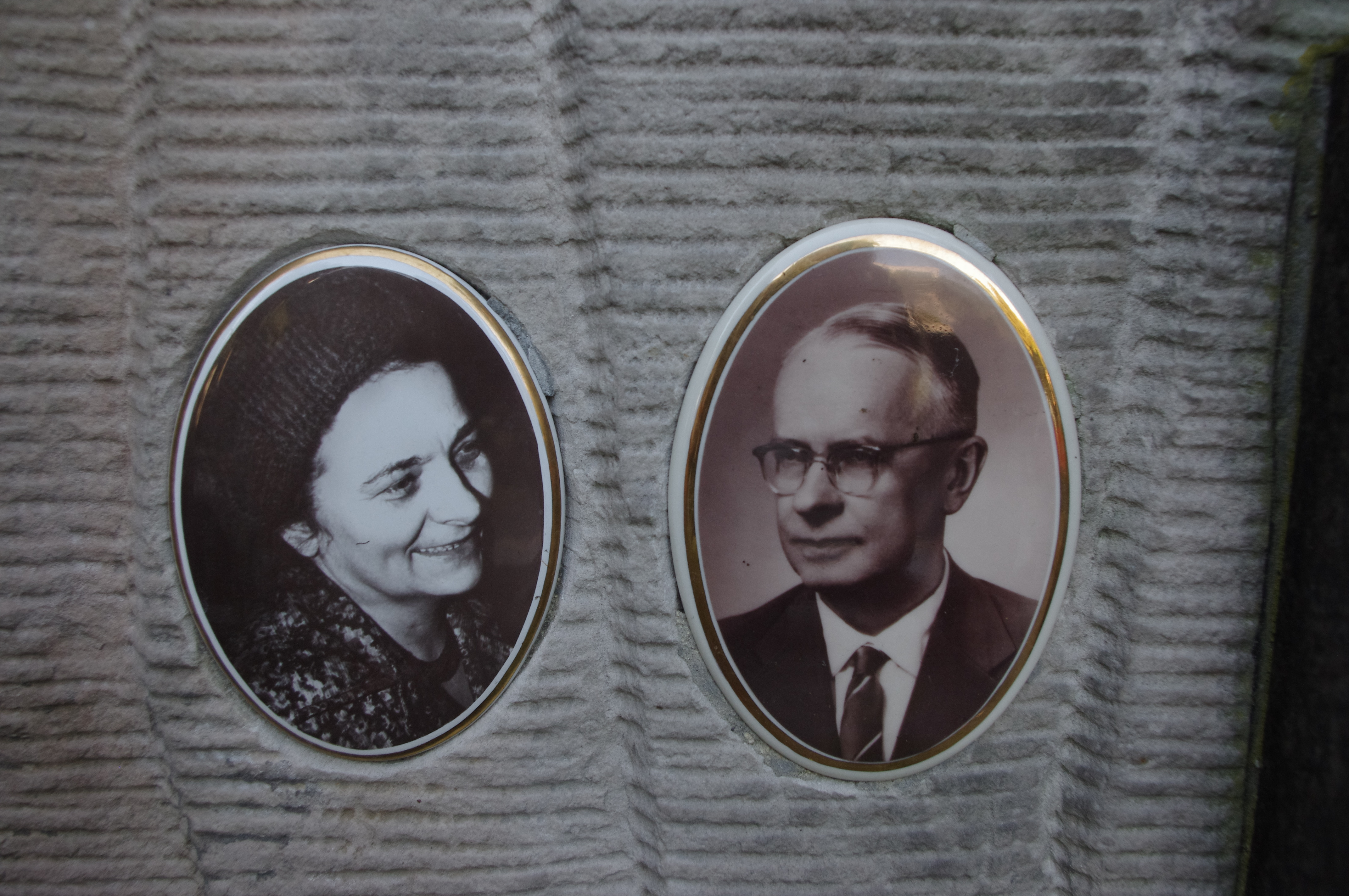
Grób prof. Wilhelma Rotkiewicza i Stanisławy Rotkiewicz na Cmentarzu ewangelicko-augsburskim w Warszawie

Wilhelm Rotkiewicz (ur. 27 lipca 1906 w Dokszycach na Litwie, zm. 3 grudnia 1983 w Warszawie) – polski inżynier, konstruktor radiowego sprzętu odbiorczego.

## Życiorys
Studiował na Wydziale Elektrycznym Politechniki Warszawskiej (ukończył studia w 1929). Po studiach pracował – do wybuchu II wojny światowej – jako starszy asystent w Katedrze Radiotechniki Politechniki Warszawskiej. W tym okresie realizował pierwsze prace konstrukcyjne w dziedzinie sprzętu radiowego (m.in. popularny, dwuzakresowy odbiornik detektorowy Detefon oraz przystosowany do współpracy z nim wzmacniacz z głośnikiem Amplifon).
W czasie II wojny światowej przez Rumunię przedostał się do Jugosławii, gdzie brał udział w walkach partyzanckich jako inżynier łączności w 40 Szturmowej Dywizji w charakterze szefa łączności. Wojnę zakończył wraz z nią w Mariborze w kwietniu 1945.
We wrześniu 1945 wrócił do Polski i został mianowany pełnomocnikiem rządu do spraw organizacji przemysłu teletechnicznego. Od 1946 pracował przy tworzeniu Państwowej Fabryki Odbiorników Radiowych w Dzierżoniowie, do 1947 pełnił funkcję naczelnego dyrektora. Uruchomił produkcję odbiorników typu AGA (na licencji szwedzkiej). W kolejnych latach kierował Centralnym Laboratorium Konstrukcyjnym. Najbardziej znaną konstrukcją Rotkiewicza z tych lat był uniwersalny odbiornik superheterodynowy Pionier. 
W 1948 podjął pracę na Politechnice Wrocławskiej, gdzie kierował Katedrą Techniki Odbiorczej na Wydziale Łączności. W 1954 otrzymał tytuł profesora nadzwyczajnego, w 1962 – profesora zwyczajnego. W latach 1964–1976 związany z Politechniką Warszawską, prowadził badania w dziedzinie radiotechniki, techniki odbioru radiowego, miernictwa radiotechnicznego. Był jednocześnie m.in. doradcą technicznym w Warszawskich Zakładach Telewizyjnych i Zakładach Radiowych im. Marcina Kasprzaka i przewodniczącym Komisji Ekspertów ds. Oceny Jakości Odbiorników Radiofonicznych i Telewizyjnych przy Biurze Znaku Jakości. 
Zmarł 3 grudnia 1983 w Warszawie. Spoczął na Cmentarzu ewangelicko-augsburskim przy ul. Młynarskiej (Al.33-1-35a). 
Był mężem Stanisławy z d. Strzelczyk (1923–2009). Miał trzech synów: Andrzeja (1931–2016), Pawła (ur. 1931) i Piotra (ur. 1932). 

## Ordery i odznaczenia
- Krzyż Oficerski Orderu Odrodzenia Polski (pośmiertnie)
- Krzyż Kawalerski Orderu Odrodzenia Polski
- Srebrny Krzyż Zasługi (11 listopada 1934)[1]
- Złoty Medal „Za Zasługi dla Obronności Kraju”
- Srebrny Medal „Za Zasługi dla Obronności Kraju”
- Medal Komisji Edukacji Narodowej
- Złota Odznaka „Za Zasługi dla Rozwoju Przemysłu Maszynowego”
- Złota Odznaka „Zasłużony Pracownik Łączności”
- Złota Odznaka Honorowa Politechniki Warszawskiej
- Złota Odznaka Honorowa Politechniki Wrocławskiej
- Złota Odznaka Honorowa Stowarzyszenia Elektryków Polskich
- Złota Odznaka Honorowa Naczelnej Organizacji Technicznej
- Srebrna Odznaka Honorowa Naczelnej Organizacji Technicznej
- Medal im. prof. Mieczysława Pożaryskiego
- Order Braterstwa i Jedności ze Srebrnym Wieńcem (Jugosławia, 1965)
- Order Zasługi dla Ludu ze Srebrną Gwiazdą (Jugosławia, 1965)

## Upamiętnienie
Imię Wilhelma Rotkiewicza nadano w 1986 Zespołowi Szkół Nr 1 w Dzierżoniowie (wówczas pod nazwą Technikum Radiotechniczne i Zasadnicza Szkoła Zawodowa w Dzierżoniowie).
Jeden z pociągów Kolei Dolnośląskich na trasie Wrocław Główny - Bielawa Zachodnia, nosi imię Wilhelma Rotkiewicza.